# ويليام فوربس-سيمبل، اللورد سيمبل التاسع عشر
ويليام فرانسيس فوربس-سيمبل، اللورد سيمبل التاسع عشر (بالإنجليزية: William Forbes-Sempill, 19th Lord Sempill)‏ (24 سبتمبر 1893 – 30 ديسمبر 1965) هو طيار اسكتلندي مشهور بتحطيم عدة أرقام قياسية في مجال الطيران. وهو من أحد نبلاء اسكتلندا، وعضو في الجمعية الملكية للطيران، وحائز على وسام صليب القوات الجوية. اتضح في فترة لاحقة من حياته أنه كان يعمل جاسوسًا لصالح اليابان قبل نشوب الحرب العالمية الثانية، إذ سرّب معلومات سرية إلى الجيش الياباني الإمبراطوري. تلقى سيمبل تعليمه في كلية إيتون، ثم بدأ حياته العملية طيارًا في الفيلق الجوي الملكي، ثم خدم في القوات البحرية الجوية الملكية وفي سلاح الجو الملكي خلال فترة الحرب العالمية الأولى. في عام 1921، قاد بعثة عسكرية رسمية إلى اليابان لاستعراض أحدث الطائرات البريطانية. وفي الأعوام التالية، استمر سيمبل في مساعدة البحرية اليابانية الإمبراطورية على تشييد سلاحها الجوي.
في العشرينيات، شرع سيمبل في اطلاع اليابانيين على بعض الأسرار العسكرية. ورغم أن جهاز الاستخبارات البريطاني كان على علم بأنشطته الجاسوسية، لكنه لم يُلاحق قضائيًا بتهمة التجسس، وأُذن له باستئناف حياته العامة. في نهاية المطاف، أُجبر على التقاعد من خدمته في البحرية الملكية عقب إعلان اليابان الحرب على الولايات المتحدة عام 1941 بعد أن كُشف عن تسريبه ملفات سرية لطوكيو.
عُرف سيمبل بلقب «السيد سيمبل» قبل أن يرث ألقاب والده عام 1934؛ اللورد سيمبل، وبارون قلعة كارجيفار.

## مطلع حياته
وُلد سيمبل وترعرع في قلعة كارجيفار في أبردينشاير، وتلقى تعليمه في كلية إيتون، ثم تدرّب في شركة رولز رويس.

## خدمته في الطيران المدني والعسكري
بعد نشوب الحرب العالمية الأولى، انضم سيمبل إلى الفيلق الجوي الملكي بصفته ملازمًا ثانيًا تحت التدريب في 15 أغسطس 1914،وانتهى تدريبه في أقل من 4 أشهر وعُيّن بصفة دائمة. كُلّف سيمبل بأداء المهام الجوية في تلك الأثناء. في العام التالي، عُين موظفًا قيد التجربة في مدرسة الطيران المركزية في فبراير، ثم حصل على ترقية لمنصب ملازم في أبريل. بعد مرور أربعة أشهر تالية، عُيّن قائدًا جويًا برتبة نقيب. في أغسطس 1915، كُلّف بأداء المهام التوجيهية. ولكن فترة خدمة سيمبل في مدرسة الطيران المركزية لم تدم طويلًا، إذ أنه تخلى عن منصبه العسكري في نهاية العام بعدما قُبل انضمامه لخدمة القوات البحرية الجوية الملكية بصفة مؤقتة. واصل سيمبل تقدمه السريع في صفوف البحرية حتى ترقى بمنصبه إلى قائد كتيبة في ختام عام 1916. في 1 أبريل 1918، بعد دمج كلا سلاحي الجو في القوات الجوية الملكية، انتقل سيمبل للخدمة هناك وعُيّن أحد نواب المدراء في شعبة الموظفين مع حصوله على رتبة عقيد بصفة مؤقتة. مُنح وسام صليب القوات الجوية في أثناء مناسبة عيد ميلاد الملك جورج الخامس لعام 1918. ظل يعمل في وزارة الطيران حتى 8 أكتوبر 1918 عندما انتُدب للعمل لدى وزارة العتاد. بعد توقف الأعمال العدوانية في الحرب، تقاعد سيمبل من الخدمة العسكرية وأصبح طيار اختبار في عام 1919.
في 4 سبمتبر 1930، سجل سيمبل رقمًا قياسيًا جديدًا عندما حلّق بالطائرة المائية دي هافيلاند دي إتش.80 (G-AAVB) مسافة 1.040 ميل (1673.7 كم) بدون توقف من خزان برنت في لندن إلى ستوكهولم، السويد في 12 ساعة فقط. وفي 26 مارس 1936، سجل رقمًا قياسيًا آخر عن طريق التحليق بالطائرة بي إيه سي درون (G-ADPJ)، التي تتميز بخفة وزنها، مسافة 570 ميل (917.3 كم) من مطار كرويدون مباشرة إلى مطار برلين تمبلهوف في 11 ساعة. ثم حلّق بنفس الطائرة عائدًا بعد يوم تقريبًا في 9 ساعات، وتوقف في طريقه في كانتربيري، كنت.

## التجسس لصالح اليابان

### البدايات
أدركت وزارة الطيران ووزارة الخارجية وجود فرصة مستقبلية عظيمة للتربح من عقود بيع الأسلحة لليابان، ولذلك هموا باستغلالها عن طريق إرسال وفد بريطاني مدني بقيادة سيمبل يتألف من عدة أعضاء سابقين لقوات البحرية الجوية إلى اليابان لمساعدتهم في تطوير حاملات الطائرات، ومساعدة البحرية اليابانية في تشييد قاعدتها الجوية الجديدة بعدما اشترى اليابانيون ثلاث طائرات مائية من تطوير قسم الطيران التابع للأميرالية البريطانية. حصل سيمبل على الكثير من الاحترام في الأوساط اليابانية، واستقبل خطابًا شخصيًا من رئيس الوزراء توموسابورو كاتو ليشكره على تعاونه التاريخي مع البحرية اليابانية الإمبراطورية.
بعد انتهاء التحالف الإنجليزي الياباني في عام 1921، كان من المفترض على سيمبل أن ينهي التواصل العسكري مع الياباني، وأن يتوقف عن إفشاء أسرار تكنولوجيا البحرية الجوية وأساليبها. ولكن بعد عودته إلى إنجلترا عام 1923، استأنف سيمبل التواصل مع وزارة الخارجية اليابانية عن طريق السفارة اليابانية.

### تصاعد الشكوك والمسائلة
في عام 1925، اصطحب سيمبل مجموعة من موظفي القوات الجوية الأجانب إلى مصنع بلاكبيرن للطائرات في براو، شرق يوركشاير. وقد استفسر اليابانيون في وقت سابق عن الطائرات تحت قيد التطوير. واستفسر سيمبل لاحقًا عن طائرة بلاكبيرن أيريس السرية بصفته الرسمية كأحد كبار المسؤولين العسكريين.
كانت مديرية الاستخبارات العسكرية تراقب جميع الاتصالات التي جرت بين سيمبل وتيجيرو تويودا موظف الاستخبارات اليابانية/الملحق البحري في لندن بداية من عام 1922. أدى ذلك إلى اكتشاف حقيقة أن سيمبل كان يدلي بمعلومات سرية لليابانيين، وتشير مكالمات تويودا إلى أن سيمبل كان يتقاضى المال مقابل ذلك. لذلك شرع جهاز المخابرات البريطاني في التنصت على مكالمات سيمبل، ولُوحظ حينها أن خادمه بحار يعمل لدى البحرية اليابانية.
في مارس 1926، رُشّح سيمبل ليكون مستشارًا جويًا لدى اليونان من قبل وزارة الطيران. وفي تلك اللحظة، أخطرت مديرية الاستخبارات العسكرية وزارة الخارجية والسفارة البريطانية في أثينا بأنشطة سيمبل الماضية، ونصحت بعدم تكليفه بتلك الوظيفة.
استُدعي سيمبل لإجراء مقابلة داخل وزارة الخارجية. وكان الهدف من الأسئلة الموجهة إليه هو تقييم مدى ولاءه للحكومة البريطانية، ومدى تعلقه باليابانيين، وتحديد كمية المعلومات التي أفصح عنها لليابانيين.
لم يخبره الضابط المحقق خلال تلك المقابلة بأن البريطانيين تمكنوا من فك أكواد رسائل اليابانيين ومراقبة نظام الاتصالات الياباني.
في أحد الرحلات إلى براو، تحدث سيمبل بشكل علني عن تفاصيل الطائرة بلاكبيرن أيريس أمام موظفي القوات الجوية الأجانب على متن القطار المنطلق من لندن. وعلى متن نفس القطار، كان أحد موظفي وزارة الطيران البريطانية شاهدًا على تلك الواقعة، ثم أخطر السلطات بذلك. وفي أثناء مقابلة سيمبل داخل وزارة الخارجية، واجهه المحققون بتلك الواقعة، ولم يجد سيمبل في تلك اللحظة مفرًا من الاعتراف بأنه انتهك قانون الأسرار الرسمية.
عُقد لاحقًا اجتماع آخر برئاسة أوستن تشامبرلين وزير الخارجية، واتفق أعضاء الاجتماع على أن محاكمة سيمبل لا تصب في مصلحة الحكومة البريطانية. فقد كان والده المساعد الشخصي للملك جورج الخامس، وبالتالي فإن أي محاكمة علنية له سوف تتسبب باحراج كبير للتاج البريطاني والمؤسسة الحاكمة. وبالإضافة لذلك، فإن محاكمته في هذا التوقيت سوف يفصح لليابانيين أن الاستخبارات البريطانية تمكنت من اختراق أكواد تشفير الرسائل الخاصة بجهاتهم الدبلوماسية.

### تأجيل العقوبة وأنشطة ما بين الحربين
بعد اعتراف سيمبل بانتهاك قوانين الأسرار الرسمية في المملكة المتحدة بست سنوات، عُين مستشارًا تقنيًا ومستشار أعمال لدى شركة ميتسوبيشي للصناعات الثقيلة، وكان يمثل تلك الشركة في أوروبا بداية من عام 1932 وحتى 1936. أصبح رئيس جمعية الطيران الملكية. وبصفته خبيرًا في الطيران، كان يعمل مستشارًا لدى بعض الحكومات الأجنبية مثل أستراليا لمساعدتهم في بناء قواتهم البحرية الجوية.
في أكتوبر 1933، تعرض سيمبل لإصابة خطيرة جراء حادثة أثناء ركوبه سيارة من طراز ديماكسيون في الولايات المتحدة. فقد دعاه أحدهم لاستعراض نموذج سيارة تجريبية أيرودينامية في معرض شيكاغو العالمي. ولكن في أحد الأيام كان سيمبل يهرع للحاق بطائرة متجهة إلى أكرون، أوهايو لمشاهدة السفينة الهوائية إل زد127 غراف زبلن وهي عائدة في طريقها من نيويورك إلى أوروبا، واستقل سيارة الديماكسيون التي اصطدمت بها سيارة أخرى، ما أدى إلى انقلابها ومقتل السائق.
في عام 1934، ورث سيمبل عن أبيه لقب اللورد سيمبل وبارون كراجيفار بعد وفاته. وفي يوليو 1935، توفيت زوجته التي كانت ترافقه في جولاته الجوية العديدة.
يقال عن سيمبل إنه كان متعاطفًا مع أنظمة الحكم اليمينية المدفوعة بالروح العسكرية. كوّن سيمبل على مدار الثلاثينيات آراءً سياسية تميل إلى اليمين المتطرف، وكان عضوًا نشطًا في عدة منظمات معادية للسامية، مثل الزمالة الإنجليزية الألمانية ومنظمة لينك المؤيدة للنازية، ونادي اليمين بقيادة أرشيبالد رامسي.